# 신흥철
신흥철(1955년 6월 19일 ~ )은 대한민국과 성우이다. 1980년 KBS에 입사했으며, 현재는 KBS 16기이다. 한국방송 성우극회 소속.

## 주요 출연작품

### 애니메이션
- 다시 알라딘 1 클럽클럽   - 이아고 지니 술탄
- 다시 알라딘 2 돌아온 자파   - 이아고 지니 술탄
- 다시 둘리와 배낭여행   - 키작은 도둑 사자 코끼리 하마 악어 턱수염 난쟁이들
- 다시 알라딘 3 도적과 왕   - 이아고 지니 술탄
- 거북이 특공대 (SBS) - 크랭
- 근육맨 (비디오) - 시식카파 (2화) / 콘도로사탄 (3화)
- 마스크 (비디오) - 은행장 / 캘러웨이 경관
- 슬램 덩크 (대원판/비디오) - 고감독 / 성현준(나중) / 신준섭(나중) / 이재룡
- 신세기 에반게리온 (비디오) - 아오바 시게루
- 지구용사 선가드 (KBS) - 슈라, 가드 윙
- 청의 6호 (비디오) - 고래
- 화성특공대 (KBS)
- 붉은매 (SBS) - 소귀
- 홈런왕 강속구 (KBS) - 푸른행성팀 코치1
- 레이디 죠지 (VIDEO)
- 유니크론과 변신로보트 (KBS) - 킥백 / 스파이크 윗위키

### 내레이션
- 이것이 인생이다 (KBS)
- 인생화보 (KBS)
- 제4공화국 (MBC)
- 상도 (MBC)
- 야인시대 (SBS)

### 영화
- 백 투 더 퓨처 3 (KBS) - 기차 표 판매원(로드 큐엔) / 술집 손님(팻 버트램)
- 슈퍼맨 3 (KBS) - 버스 기사 (레스 킴버)
- 탑 건 (KBS) - 선다운(클레런스 길야드 주니어)
- 프리잭 (KBS) - 흑인 남자(프랭키 페이슨)
- 미믹 (KBS) - 경찰
- 연지구 (KBS)
- 러브 레터 (SBS) - 불여우 아저씨(시오미 산세이)
- 대부 (SBS) - 우올츠(존 말리)
- 더티 댄싱 (SBS) - 초대 손님(조나단 리드)
- 레옹 (KBS) - 스탠의 부하(돈 크리치)
- 바다의 지배자(KBS) - 해적(앤서니 퀸)
- 영웅본색 (SBS) - 아걸의 상관(금흥현)
- 의혹 (KBS) - 쿠마가이(사브 시모노)
- 취권 2 (SBS) - 복민기(유가량)
- 못말리는 로빈 후드 (KBS) - 간수(로버트 리젤리)
- 방세옥 2 (SBS) - 손화자의 아버지
- 프로젝트 A (KBS) - 라삼포(적위) / 주영령의 부하(윤발)
- 골치 아픈 여자 (KBS) - 가게 손님(존 커틀러)
- 소림오조 (SBS) - 스님(손건남)
- 태극권 (KBS) - 대인(하영상)
- 스미스씨 워싱턴에 가다(KBS) - 스위니(잭 칼슨)
- 영웅본색 3 (SBS) - 상방(남연)
- 볼케이노 (KBS) - 경찰(제임스 맥도날드)
- 용형마교 (SBS) - 일본 무사(신재철)
- 어니스트: 유령 퇴치 작전(KBS) - 바비(빌 바이제)
- 대부 3 (SBS) - 벤니(다도 루스폴리) / 자자의 부하(비토 안투오페모) / 토미사노의 부하(프랑코 시티)
- 레미제라블 (SBS) - 독수리(토니 주드리에) / 슈닐디외(도미니크 자르디)
- 화중선(SBS) - 유령(원화)
- 최후의 전사 (KBS)
- 록키3 (KBS)
- 승리의 탈출 (SBS)
- 아들은 해결사
- 오멘3
- 화소도 (SBS)
- 용적심 (SBS)
- 장미의 전쟁 (SBS)
- 화소도 (SBS)
- 동굴속의 비밀 (SBS)
- 오멘, 최후의 심판 (SBS)
- 페어 게임 (SBS)
- 사랑의 스타디움 (SBS)
- 사보타지 (SBS)
- 칠협오의 (SBS)
- 죽기 아니면 까무러치기 (SBS)
- 레모 (KBS)
- 쿵후 선생 (KBS)
- 동방불패2 (KBS)
- 프리 머니 (KBS)
- 포트리스 (KBS)
- 디어 헌터 (KBS)
- 101마리 달마시안 (KBS)
- 장미의 전쟁 (KBS)
- 비련의 연인 (KBS)
- 비밀 투표 (KBS)
- 칠판 (KBS)
- 집으로 가는길 (KBS)
- 하드 레인 (KBS)
- 제8요일 (SBS)
- 북경의 55일 (SBS)
- 코난 (KBS)

## 수상기록
- 1984년 KBS 라디오 연기상 특별상 수상

## 같이 보기
- 한국방송 성우극회